# ماکسیمیلیانو هرناندز
ماکسیمیلیانو هرناندز (انگلیسی: Maximiliano Hernández؛ زادهٔ ۱۲ سپتامبر ۱۹۷۳) یک هنرپیشه اهل ایالات متحده آمریکا است.

## فیلم‌شناسی
از فیلم‌ها یا برنامه‌های تلویزیونی که وی در آن نقش داشته‌است می‌توان به دختر ستاره ای (۲۰۲۰)، ثور، آمریکایی‌ها، آخرین کشتی، سیکاریو، هتلی برای سگ‌ها، نظم و قانون، مبارز، ۲۴، غرور و افتخار، انتقام‌جویان، مأموران شیلد و کاپیتان آمریکا: سرباز زمستان و مردگان متحرک اشاره کرد.